# إيدن كارتسيف
إيدن كارتسيف (بالبيلاروسية: Эдэн Вадзімавіч Карцаў) هو لاعب كرة قدم بيلاروسي وإسرائيلي، ولد في 11 أبريل 2000 في العفولة في إسرائيل. شارك مع منتخب إسرائيل تحت 21 سنة لكرة القدم ومنتخب إسرائيل لكرة القدم. أما مع النوادي، فقد لعب مع دينامو موسكو ومكابي نتانيا.

## وصلات خارجية
- إيدن كارتسيف على موقع الاتحاد الأوربي (الإنجليزية)
- إيدن كارتسيف على موقع اتحاد تركيا (لاعب) (الإنجليزية)
- إيدن كارتسيف على موقع قاعدة بيانات كرة القدم.إي يو (الإنجليزية)
- إيدن كارتسيف على موقع بيانات كرة القدم. دي إي (الألمانية)
- إيدن كارتسيف على موقع ناشيونال فوتبول تيمز (الإنجليزية)
- إيدن كارتسيف على موقع Soccerbase.com (لاعب) (الإنجليزية)
- إيدن كارتسيف على موقع Soccerway.com (الإنجليزية)
- إيدن كارتسيف على موقع عالم كرة القدم.نت (الإنجليزية)